# Kościół Wniebowzięcia Najświętszej Maryi Panny i św. Augustyna w Kurozwękach
Kościół Wniebowzięcia Najświętszej Maryi Panny i świętego Augustyna – rzymskokatolicki kościół parafialny należący do dekanatu Staszów diecezji sandomierskiej.

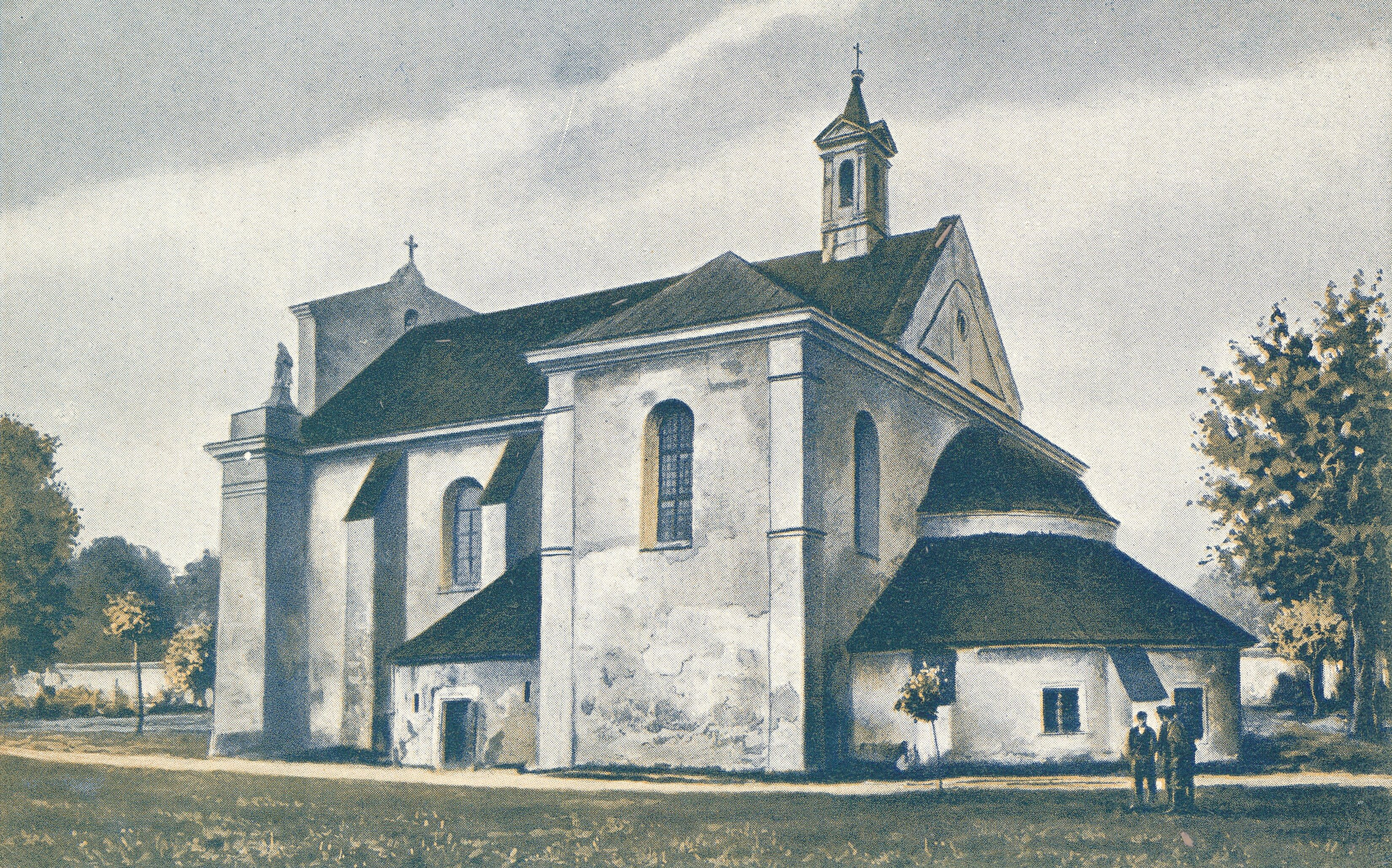
Widok kościoła około 1915

Kościół został zbudowany dla kanoników laterańskich. Jest to świątynia późnogotycka, wzniesiona przed 1470 rokiem, nawa powstała być może w 1487 roku, wieża została zbudowana w XVII-XVIII wieku. Prezbiterium jest nakryte sklepieniem krzyżowym z XV wieku, wyposażenie wnętrza reprezentuje styl barokowy i pochodzi z XVII-XVIII wieku. Od strony południowej znajduje się przykryta kopułą bogato ozdobiona stiukami barokowa kaplica Pięciu Ran Chrystusa (Lanckorońskich), wzniesiona pod koniec XVII wieku, przy prezbiterium jest umieszczona neogotycka kaplica grobowa Popielów powstała w 1872 roku.
Po II wojnie światowej Kościół był remontowany przez księdza A. Zmysłowskiego.